# Anika Krebs
Anika Krebs (* 10. Juli 1993 in Hamburg) ist eine deutsche Volleyball- und Beachvolleyballspielerin.

## Karriere Halle
Krebs spielte als Jugendliche Fußball beim Hamburger SV. 2005 begann sie ihre Volleyball-Karriere beim VfL Geesthacht. Von dort ging sie zunächst zu CVJM Hamburg und wechselte später innerhalb der Stadt zu VT Aurubis Hamburg. Dort kam die Außenangreiferin mit der zweiten Mannschaft in der zweiten Liga zum Einsatz. 2010 wechselte die Junioren-Nationalspielerin zum Nachwuchsteam VC Olympia Berlin, mit dem sie bis 2013 in der Bundesliga spielte.

## Karriere Beach
Als Beachvolleyballerin gewann Krebs 2009 mit Kerrin Brüggemann die Hamburger Landesmeisterschaft der U17. Im gleichen Jahr nahm sie mit Jelena Wlk an der U18-Europameisterschaft in Espinho teil und belegte den neunten Platz. 2010 erreichte sie im gleichen Wettbewerb mit Anna Behlen den dritten Platz in Porto. Ein Jahr später wurde das Duo Fünfter der U19-Weltmeisterschaft in Umag und Neunter der U20-Europameisterschaft in Tel Aviv. Mit Wlk gewann Krebs 2011 die deutsche Meisterschaft der U19; außerdem erreichte sie das Finale der U20-Konkurrenz. Bei der U20-Europameisterschaft 2012 in Hartberg (Österreich) belegte sie mit Wlk den zweiten Platz. Zusammen mit Sandra Seyfferth spielte sie danach in Halifax (CAN) bei der U21-Weltmeisterschaft und erreichte den fünften Platz. 2013 wurden Krebs/Wlk U21-Vizeweltmeister im kroatischen Umag und nahmen erstmals an den deutschen Meisterschaften in Timmendorfer Strand teil. 2014 spielte Krebs mit Jenny Heinemann und 2015 mit Melanie Gernert, mit der sie in Jena erstmals ein Turnier auf der nationalen Smart Beach Tour gewann. Bei der deutschen Meisterschaft belegten Gernert/Krebs Platz neun. 2016 spielte Krebs wieder mit Anna Behlen. Behlen/Krebs gewannen den Smart Super Cup in Kühlungsborn und wurden Siebte bei der Deutschen Meisterschaft. 2017 spielte Krebs an der Seite von Lena Ottens. Mit Anne Krohn erreichte Krebs 2018 bei der Deutschen Meisterschaft Platz fünf. 2019 ist Leonie Welsch ihre Partnerin.